# Via Lewandowsky
Volker Via Lewandowsky, né le 17 mars 1963 à Dresde est un artiste allemand. Il travaille avec Installation, Sculpture, Art d'objet, Photographie, Performance, Peinture et Dessin.

## Vie
De 1982 à 1987, Lewandowsky a étudié à l'École supérieure des beaux-arts de Dresde. Entre 1985 et 1989, lui et le groupe d'avant-garde Artistes de l'autoperforation ont organisé des performances subversives qui ont miné la scène artistique officielle de la RDA. En 1989, il a quitté la RDA et peu avant la réunification. Il voyage beaucoup et a effectué plusieurs longs séjours à l'étranger, entre autres à New York, à Rome, à Pékin et au Canada. Il vit à Berlin.

## Œuvres
Lewandowsky travaille avec des médias artistiques changeants. Les plus connus sont ses œuvres d'installations sculpturales et ses scénographies d'exposition aux influences architecturales (par exemple « Cerveau et pensée : le cosmos dans la tête », Musée allemand de l'hygiène Dresde, 2000). Il intègre des éléments d'art sonore dans son travail depuis les années 1990 ; cet aspect artistique sonore devient de plus en plus important dans ses œuvres ultérieures, souvent en combinaison avec des éléments performatifs.
Lewandowsky ne se concentre pas sur une forme artistique fixe, mais sur une base de contenu qui rassemble la diversité de l'apparence visuelle des œuvres. Ainsi peuvent se cristalliser des leitmotivs qui façonnent son œuvre. Le malentendu comme échec de communication, comme déconstruction et transformation du sens en est un, l’aspect processuel en est un autre. L'artiste ne recherche pas la fin, ni la destruction complète, mais le moment constructif au sein d'un processus (de destruction). Cela s'applique en particulier à la satire et à l'antipathos des œuvres de Lewandowsky, qui ne veulent pas manquer de respect, mais abordent plutôt le sujet original avec admiration et étonnement.

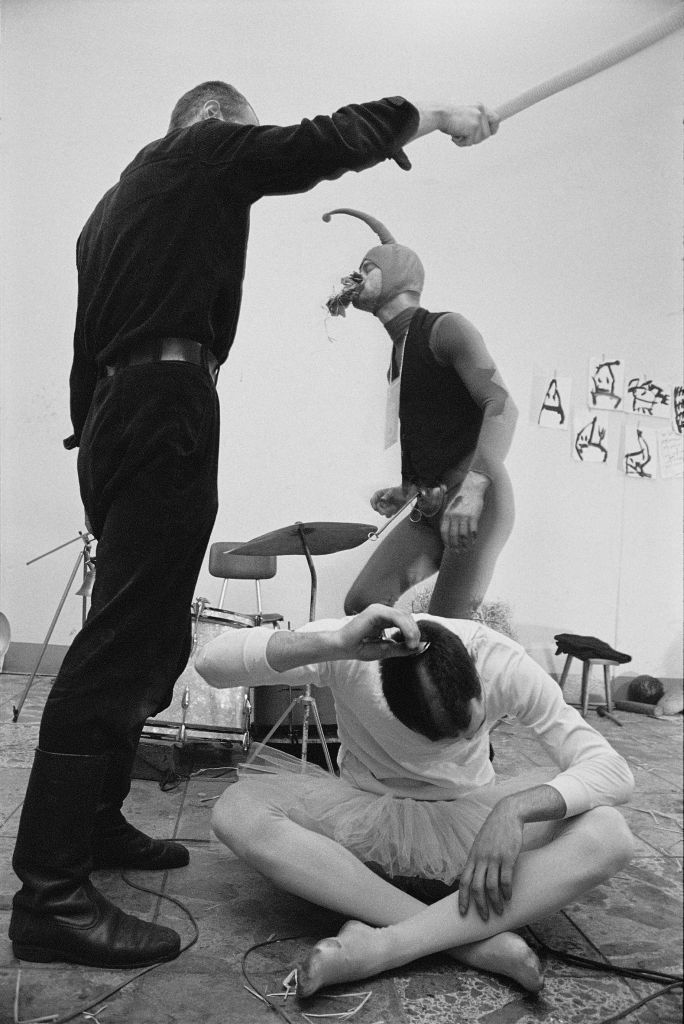
Performance subversive à Dresde (1988)

Sa manière de travailler et l'effet de ses résultats artistiques sont généralement caractérisés par des contrastes. Des éléments contrôlés, mis en scène et apparemment permanents contiennent l'apparition du spontané, de l'inattendu, de l'instantané et donc aussi du vivant. Au deuxième regard, les œuvres humoristiques et légères contiennent des moments cruels et brutaux qui figent le rire du spectateur.
Sa préférence pour le tragi-comique, l'absurde et le paradoxal ainsi que le motif sisyphe de la répétition constante et de la futilité de l'action relient l'art de Via Lewandowsky au Dadaïsme, Surréalisme et Fluxus. La réfraction ironique du quotidien, l'intrusion de l'étranger dans l'espace familier, principalement domestique, se produit en partie avec l'utilisation d'insignes de la bourgeoisie allemande (comme le coucou, l'abri de jardin de quincaillerie, la perruche ou la bureaucratie).
Son intérêt pour la construction identitaire des nations révèle une dimension politique au sein de l'œuvre. Les œuvres dans l'espace public le prouvent, tout comme ses performances, qui font prendre conscience des structures de l'historiographie. En 2009, sa contribution au 20e anniversaire des manifestations du lundi à Leipzig était à côté du mémorial d'une cloche de la démocratie d'un « défilé de foulards à tiques ». Un canon a été utilisé pour bombarder les célébrants avec des confettis, constitués de petites cartes de visite sur lesquelles étaient écrits les noms de code et les professions de dix mille espions domestiques anonymes de la Stasi, inclus dans les documents prises des archives de la Stasi dans le District de Leipzig (RDA).

## Œuvres dans l'espace public

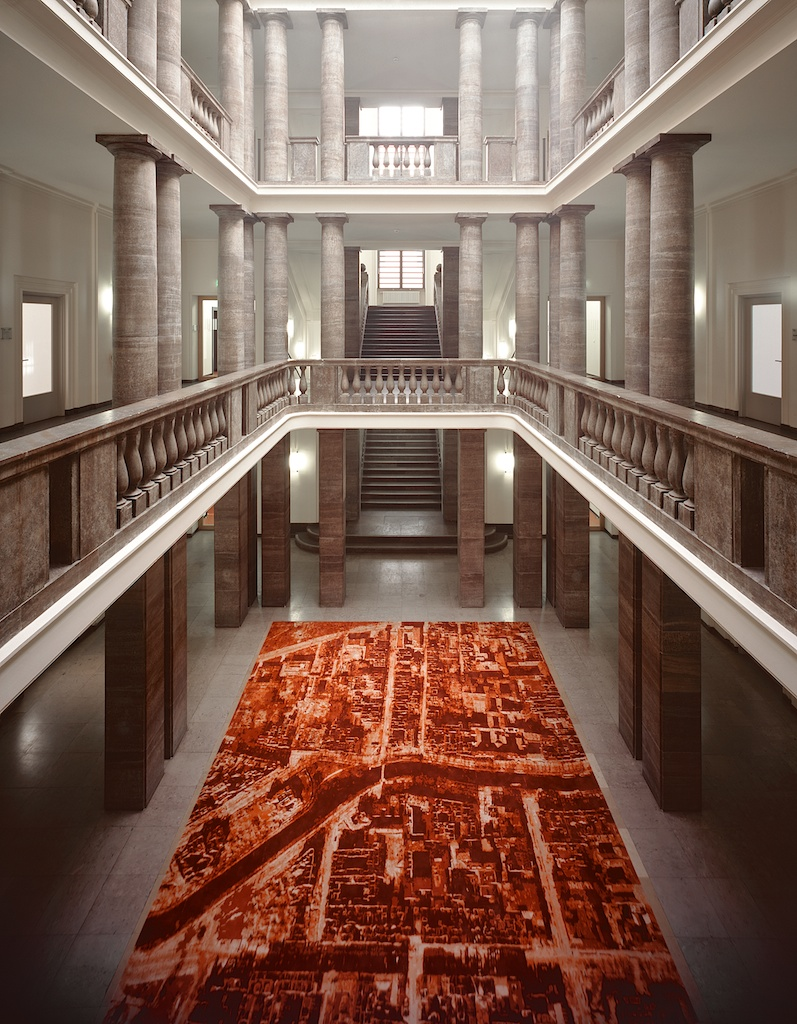
Tapis rouge, 2003, tapis, tufté main, 5 m × 10 m, Bendlerblock

Installation de Via Lewandowsky à la Cathédrale Saint-Pierre-et-Saint-Georges de Bamberg

Cependant, les travaux de Via Lewandowsky dans l'espace public ne se réduisent pas à un aspect évidemment politique ; ils révèlent également un large éventail. « From Behind » (2006) joue avec l'absurdité et un puzzle de forme et de contenu. L'œuvre se trouve au Kemper Art Museum à Saint-Louis, aux États-Unis. Comme dans de nombreuses œuvres de Via Lewandowsky, le titre double l'ambiguïté inhérente à l'œuvre et le soupçon de sectarisme, renforçant ainsi l'effet.
L'œuvre « Tapis rouge » représente une œuvre située dans un lieu central de l'histoire allemande à Berlin, dans la zone d'entrée du Ministre fédéral de la Défense. Sur le tapis surdimensionné, c'est le Berlin endommagé par la guerre, ironiquement repris par le concept de Tapis de bombes du point de vue d'un oiseau. Cette ironie est renforcée par le choix du lieu, puisque le Bendlerblock est désormais le deuxième quartier général du est.

## Bourses et récompenses (sélection)
- 1991 : Bourse de New York de l'administration du Sénat de Berlin au P.S. 1 Centre d'Art Contemporain (maintenant MoMA PS 1)
- 1994 : Bourse au Banff Centre for the Arts, Canada
- 1995 : Prix d'art de la Leipziger Volkszeitung
- 1997 : Bourse du Stiftung Kunstfonds, Bonn
- 1998 : Prix Botho Graef de la ville d'Iéna
- 2005 : Deutscher Kritikerpreis, Catégorie Arts Visuels
- 2005 : Arbeitsstipendium Beijing Case, Pékin
- 2008 : Arbeitsstipendium Villa Aurora, Los Angeles
- 2011 : Arbeitsstipendium Villa Massimo, Rome
- 2021 : Tycharastipendium Hinter Keno, Neuss-Erfttal